# Amnat Charoen (stad)
Amnat Charoen (Thais: อำนาจเจริญ;) is een stad in Thailand, in de noordoostelijke regio Isaan. De stad is hoofdstad van de gelijknamige provincie en van het district Amnat Charoen, en heeft ongeveer 34.000 inwoners.
Amnat Charoen ligt in het meest oostelijke deel van Isaan, bij de grens met Laos, op ongeveer 580 km van Bangkok, en werd op 12 januari 1993 hoofdstad van de nieuwe provincie Amnat Charoen, toen die werd losgemaakt uit de provincie Ubon Ratchathani.